# Symposiachrus
Symposiachrus és un gènere d'ocells de la família dels monàrquids (Monarchidae).

## Taxonomia
Segons la Classificació del Congrés Ornitològic Internacional (versió 13.1, 2023) aquest gènere està format per 21 espècies:
- Symposiachrus axillaris - monarca negre.
- Symposiachrus guttula - monarca alatacat.
- Symposiachrus mundus - monarca de barbeta negra.
- Symposiachrus sacerdotum - monarca de l'illa de Flores.
- Symposiachrus boanensis - monarca de Boano.
- Symposiachrus melanopterus - monarca de les Louisiade.
- Symposiachrus trivirgatus - monarca emmascarat.
- Symposiachrus bimaculatus - monarca bimaculat.
- Symposiachrus leucurus - monarca de les Kai.
- Symposiachrus everetti - monarca d'Everett.
- Symposiachrus loricatus - monarca de Buru.
- Symposiachrus julianae - monarca de Kofiau.
- Symposiachrus brehmii - monarca de Brehm.
- Symposiachrus manadensis - monarca encaputxat.
- Symposiachrus infelix - monarca de Manus.
- Symposiachrus menckei - monarca de Mussau.
- Symposiachrus verticalis - monarca de les Bismarck.
- Symposiachrus barbatus - monarca blanc-i-negre de les Salomó.
- Symposiachrus browni - monarca de Brown.
- Symposiachrus vidua - monarca de collar.
- Symposiachrus rubiensis - monarca rogenc.

Aquestes espècies eren incloses al gènere Monarcha. Van ser separades en el seu pròpi gènere arran treballs com ara Filardi et Smith 2005